# فيكتور غيورين
فيكتور غيورين (بالبرتغالية: Victor Guerin‏) هو سائق سيارة سباق برازيلي، ولد في 17 يونيو 1992 في ساو باولو في البرازيل.

## وصلات خارجية
- فيكتور غيورين على موقع Racing-Reference.info (الإنجليزية)
- فيكتور غيورين على موقع DriverDB.com (الإنجليزية)